# Каліманджіра
Каліманджі́ра (англ. Kalimanjira) — вища традиційна громада у складі дистрикту Нхотакота Центрального регіону Малаві.
Населення — 19662 особи (2018).